# Panurginus nigrellus
Panurginus nigrellus är en biart som beskrevs av Crawford 1926. Panurginus nigrellus ingår i släktet bergsbin, och familjen grävbin. Inga underarter finns listade i Catalogue of Life.